# A pentavirátus
A pentavirátus (eredeti cím: The Pentaverate) 2022-es amerikai vígjátéksorozat, amelyet Mike Myers alkotott. A főbb szerepekben Mike Myers, Ken Jeong, Keegan-Michael Key, Debi Mazar és Richard McCabe látható.
Amerikában és Magyarországon 2022. május 5-én mutatta be a Netflix.

## Ismertető
A fekete halál 1347-es kitörése óta öt férfi dolgozik együtt, hogy a nagyobb jó érdekében befolyásolják a világ eseményeit. Egy valószínűtlen kanadai újságíró egy titkos összeesküvésbe keveredve találja magát egy olyan küldetés közepén, amelynek célja, hogy leleplezze a titkos társaság mögött rejlő igazságot, és eközben megmentse a világot.

## Szereplők

### Főszereplők
| Szereplők         | Színész            | Magyar hang         | Leírás |
| ----------------- | ------------------ | ------------------- | --- |
| Ken Scarborough   | Mike Myers         | Kálloy Molnár Péter | Kanadai tévés újságíró megpróbálja leleplezni a pentavirátust és visszaszerezni a hírcsatorna állását.               |
| Anthony Lansdowne | Mike Myers         | Kálloy Molnár Péter | Új-angliai összeesküvés-elméletíró elhatározta, hogy leleplezi a pentavirátust.                                      |
| Rex Smith         | Mike Myers         | Kálloy Molnár Péter | Népszerű szélsőjobboldali rádiós műsorvezető és neves összeesküvés-elméletíró.                                       |
| Lord Lordington   | Mike Myers         | Kálloy Molnár Péter | A pentavirátus legidősebb és legmagasabb rangú tagja, az emelvényen ül, mint "Centralis".                            |
| Bruce Baldwin     | Mike Myers         | Kálloy Molnár Péter | Pentavirátus-tag és egykori ausztrál médiamogul.                                                                     |
| Mishu Ivanov      | Mike Myers         | Kálloy Molnár Péter | Pentavirátus-tag és volt orosz oligarcha.                                                                            |
| Shep Gordon       | Mike Myers         | Kálloy Molnár Péter | Pentavirátus-tag és rockzenei mogul.                                                                                 |
| Jason Eccleston   | Mike Myers         | Kálloy Molnár Péter | Műszaki zseni, aki feltalálta a pentavirátus szuperszámítógépes mesterséges intelligenciát.                          |
| Skip Cho          | Ken Jeong          | Szokol Péter        | Excentrikus milliárdos és kaszinómogul, aki kiterjedt ismeretekkel rendelkezik az időjárási minták káoszelméletében. |
| Dr. Hobart Clark  | Keegan-Michael Key | Zöld Csaba          | Atomfizikus reméli, hogy megoldja a klímaváltozás katasztrófáját.                                                    |
| Patty Davis       | Debi Mazar         | Kiss Erika          | A pentavirátus megbízott ügyvezető asszisztense.                                                                     |
| Pikeman Higgins   | Richard McCabe     | Kapácsy Miklós      | A pentavirátus biztonsági erő, a Liechtensteini Gárda vezetője.                                                      |
| Májszter          | Jennifer Saunders  | Makay Andrea        | A pentavirátus nyomozója, akit a dubrovniki ősi otthonából hívtak, hogy egy gyanús haláleset ügyében nyomozzon.      |
| Sveszter          | Jennifer Saunders  | Makay Andrea        | Májszter húga, a pentavirátus szavazókészülékének pótkulcsának védelmezője.                                          |
| Reilly Clayton    | Lydia West         | Pekár Adrienn       | Ken Scarborough bűntársa.                                                                                            |

### Mellékszereplők
| Szereplők             | Színész        | Magyar hang    |
| --------------------- | -------------- | -------------- |
| önmaga                | Rob Lowe       | Rajkai Zoltán  |
| önmaga                | Maria Menounos | Bálizs Anett   |
| Mrs. Snee, Ken főnöke | Tanya Moodie   | Kocsis Mariann |
| narrátor              | Jeremy Irons   | Rosta Sándor   |

### Magyar változat
- Magyar szöveg: Nékám Petra, Torma Péter
- Hangmérnök: Halas Péter
- Vágó: Wünsch Attila
- Gyártásvezető: Vigvári Ágnes
- Szinkronrendező: Szalay Csongor
- Produkciós vezető: Gál Zsuzsanna

A szinkront a Direct Dub Studios készítette.

## Epizódok
| Sor. | Év. | Cím                   | Rendező    | Író        | Premier        |
| ---- | --- | --------------------- | ---------- | ---------- | -------------- |
| 1.   | 1.  | 1. epizód (Episode 1) | Tim Kirkby | Mike Myers | 2022. május 5. |
| 2.   | 2.  | 2. epizód (Episode 2) | Tim Kirkby | Mike Myers | 2022. május 5. |
| 3.   | 3.  | 3. epizód (Episode 3) | Tim Kirkby | Mike Myers | 2022. május 5. |
| 4.   | 4.  | 4. epizód (Episode 4) | Tim Kirkby | Mike Myers | 2022. május 5. |
| 5.   | 5.  | 5. epizód (Episode 5) | Tim Kirkby | Mike Myers | 2022. május 5. |
| 6.   | 6.  | 6. epizód (Episode 6) | Tim Kirkby | Mike Myers | 2022. május 5. |

## A sorozat készítése
2019. április 17-én jelentették be, hogy Mike Myers egy cím nélküli Netflix-vígjáték alkotója és főszereplője lesz. Myers John Lyons és Jason Weinberg mellett vezető út producerként is tevékenykedik. 2021 júniusában bejelentették, hogy a sorozat címe A pentavirátus lesz, amely az 1993-as Elbaltázott nászéjszaka című film összeesküvés-elméletein alapul. Tim Kirkby rendezőként és vezető producerként, Tony Hernandez és Lilly Burns pedig vezető producerként csatlakozott. 2020 januárjában Ed Dyson és Roger Drew társíróként és vezető producerként csatlakozott a filmhez. Ez volt Myers első élőszereplős főszerepe a 2008-as Love Guru című, kritikailag elmarasztalt romantikus vígjáték óta.

### Forgatás
A forgatás 2021. május végén kezdődött és 2021. július végén fejeződött be. 2021. július végén a belső jeleneteket az újonnan megnyitott Troubadour Meridian Water Studiosban forgatták Enfieldben.